# Olenka Freire Greve
Olenka Freire Gréve (Rio Grande, 31 de agosto de 1914 — Maringá, 24 de junho de 2014) foi uma engenheira-arquiteta que atuou no Brasil na metade do século XX.
Integrou a Divisão de Obras do Ministério de Educação e Saúde (MES), em função destinada a engenheiro, sendo a única mulher na equipe. Foi responsável pela construção do Pavilhão de Patologia (atual Pavilhão Carlos Chagas), prédio do Núcleo Moderno de Manguinhos sede da Fundação Oswaldo Cruz (Fiocruz) no estado do Rio de Janeiro.

## Biografia
Olenka era filha do então tenente de cavalaria, reformado como coronel, Mario de Campos Freire e de Carlota Saint-Martin Ribeiro Freire. Olenka deve ao avô Adriano Nunes Ribeiro e aos tios-avós, Demétrio e Gaspar Nunes Ribeiro, engenheiros formados pela Escola Politécnica do Largo de São Francisco, Rio de Janeiro, sua influência para cursar arquitetura.
O fato de conhecer o arquiteto Affonso Eduardo Reidy aos 12 anos, através da mãe dele, Italina Bezzi, que lhe mostrou a medalha de ouro recebida por Reidy ao terminar sua graduação, fez com que decidisse ser arquiteta. Mas sua escolha não foi tão fácil. À época, eram poucas as mulheres que faziam curso superior. Na sua turma, que entrou em 1934 e concluiu em 1939, havia, além de Olenka, apenas três mulheres entre os 48 estudantes.

## Carreira
Em 1942, ingressou na Divisão de Obras do Ministério de Educação e Saúde, em função destinada a engenheiro, sendo a única mulher na equipe. Para exercer a profissão teve de pedir sua permissão, registrada em cartório, conforme exigência legal da época. Começou a trabalhar em 15 de julho de 1942, na Divisão de Obras, em função destinada a engenheiro, sendo a única mulher cia equipe. A criação do cargo de arquiteto no Ministério de Educação e Saúde teve o empenho de Olenka. Na Divisão, projetou escolas, hospitais, maternidades, preventórios para o Serviço Nacional de Lepra, entre outros programas, com destaque para a maternidade do Instituto Fernandes Figueira (RJ), o Pavilhão de Patologia, e os Hospitais Gerais de Aracaju (SE) e Caravelas (BA).
Com a separação dos ministérios da Educação e da Saúde, em 1953, Olenka ficou lotada no novo Ministério da Educação, cuja sede permaneceu no Palácio Gustavo Capanema, no Rio de Janeiro. Depois da mudança da Capital Federal do Rio para Brasília, em 1960, Olenka, tendo o direito de permanecer no Rio de Janeiro - por ser casada com um profissional residente nesta cidade - foi transferida para o Colégio Pedro II, escola subordinada diretamente ao Ministério da Educação. A arquiteta implementou o Serviço de Engenharia e realizou projetos de reforma e de novas construções, como os pavilhões da Administração e Almirante Augusto Rademacker. Fora do serviço público projetou inúmeras construções, inclusive igrejas, sendo na maioria dos casos de forma beneficente. Em 1984, aposentou-se depois de 42 anos de serviço público.

## Pavilhão de Patologia
Durante o período de existência da Divisão, entre 1934 e 1977, foram construídos no Instituto Oswaldo Cruz cerca de vinte novas edificações, além de inúmeros serviços de reformas e acréscimos. A participação de Olenka no Instituto Oswaldo Cruz ocorreu mediante obras de reparos e acréscimos. Foi convidada por Henrique Aragão, então diretor do Instituto, a projetar o Pavilhão de Patologia, atual Pavilhão Carlos Chagas. Aragão a colocou em contato com os cientistas e, através de seus croquis, foi montando as salas dos laboratórios. Na concepção geral do projeto acabou prevalecendo a funcionalidade.